# Petr Salava
Petr Salava (* 7. srpna 1955 Nymburk) je český diskžokej, moderátor, scenárista, producent, spisovatel, výtvarník a organizátor kulturních a sportovních akcí. V roce 1974 založil klub osobností Amfora.

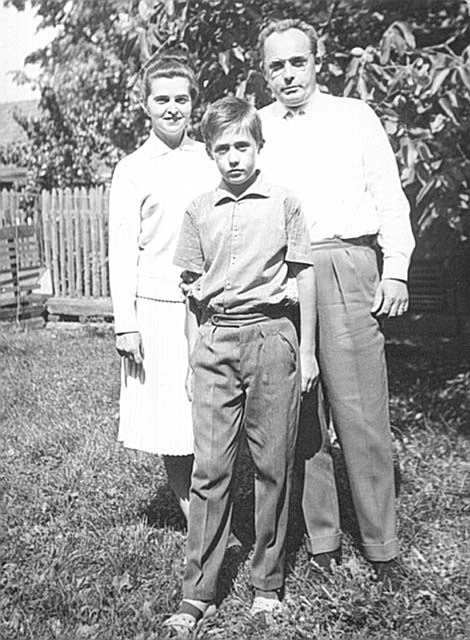
Petr s rodiči

## Život

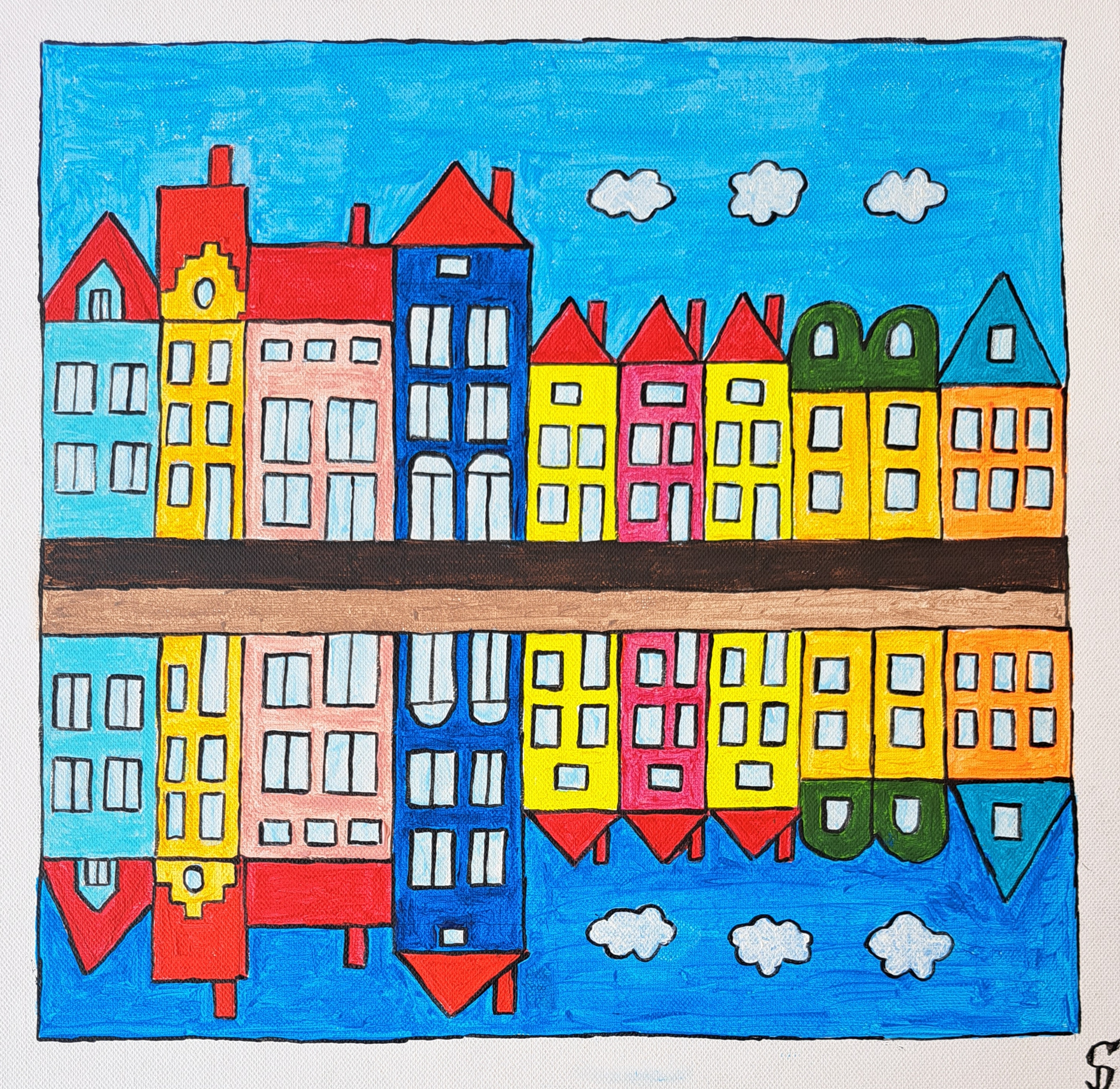
Veselé obrázky Petra Salavy

Od roku 1980 působil Petr Salava jako profesionální diskžokej. Dle pořadu Retro o diskotékách z 80. let účinkoval Petr Salava na více než 5 500 diskotékách. V letech 1989-1996 působil v Československém rozhlase a uváděl především pořad Noční proud.
Je podruhé ženatý. Jeho manželkou je Adéla, s kterou má syna Matěje (2007). Z prvního manželství má dceru Petru (1981) a ta už je maminkou tří synů – Mikuláše (2012), Eduarda (2014) a Alberta (2021).
Je autorem nebo spoluautorem šesti knih. V roce 2021 vyšla jeho poslední kniha „Zápisky o válce koronavirové“. Kniha popisuje veselé i vážné příběhy spojené hlavně s členy klubu Amfora. Kromě zážitků se členy klubu Amfora také popisuje jak by člověk mohl čelit se strastím způsobenými omezeními během první vlny viru SARS-CoV-2 v roce 2022.
Na jaře 2023 začal Petr malovat veselé obrazy. První z nich byly vystaveny na Vernisáži na Zámku Berchtold. Mezi další Petrovy zájmy patří běh, tenis, fotbal, golf a v zimě také lyžování.

## Moderování
Od roku 1985 spolupracoval Petr Salava s Československou a dále s Českou televizí. Uváděl Hitparádu ČST, Hity roku 1988, 1989, Popkoktejl, Sportovce roku, soutěž Věčná hra, Dáme gól a další pořady. Od roku 1994 spolupracuje také s TV Nova, kde moderoval pořady Gólparáda, Český bodygard, Babeta, Derby, Fotbalista roku a Miss aerobik. Na TV Prima pak opakovaně moderoval vyhlášení Nejlepší fotbalové jedenáctky a soutěžní pořad Bezva rodina.
V letech 1985–⁠89 uváděl hokejové studio pražské Sparty kde se během přenosů diváci učili „mexické vlny“. Od roku 1993 pak spolupracoval s Fotbalovou asociací České republiky. Od roku 1991 uvádí Petr Salava s Janem Čenským, Michalem Nesvadbou a dalšími hosty Vánoční show pro děti do 12 let. Tento pořad dosáhl více než 600 repríz.
V letech 1996–⁠2001 moderoval Salava sportovní večer "Mistrovství ČR ve sportovním aerobiku". Během let, kdy Fotbalové asociaci České republiky předsedal František Chvalovský, měl Salava na starosti fotbalové studio na zápasech národního mužstva na domácích stadionech. V roce 1996 natočil s Karlem Vágnerem první ze série fotbalových písniček. Jmenovala se Vzhůru do Anglie a končila pokřikem: „Kdo neskáče, není Čech, hop, hop, hop.“ Tato písnička pak provázela oslavy postupu na úkor Lucemburska a další zápasy České fotbalové reprezentace.
V roce 1996 pak Salava vítal české fotbalisty v pořadu na Staroměstském náměstí v Praze po tom, co vyhráli mistrovství Evropy. V roce 1998 uváděl společně s Martinem Dejdarem desetihodinový pořad připravený pro několik desítek tisíc fanoušků opět na Staroměstském náměstí v Praze při, a to při oslavách příjezdu českých hokejistů, tehdy olympijských vítězů z Nagana. Moderoval také narozeninové projekty "Václav Hybš 80" a "Jaroslav Svěcený 60". V listopadu 2019 oslavil Petr Salava spolu s 600 hosty pořadem v pražském Divadle Hybernia, 45. narozeniny klubu Amfora.

## Klub Amfora

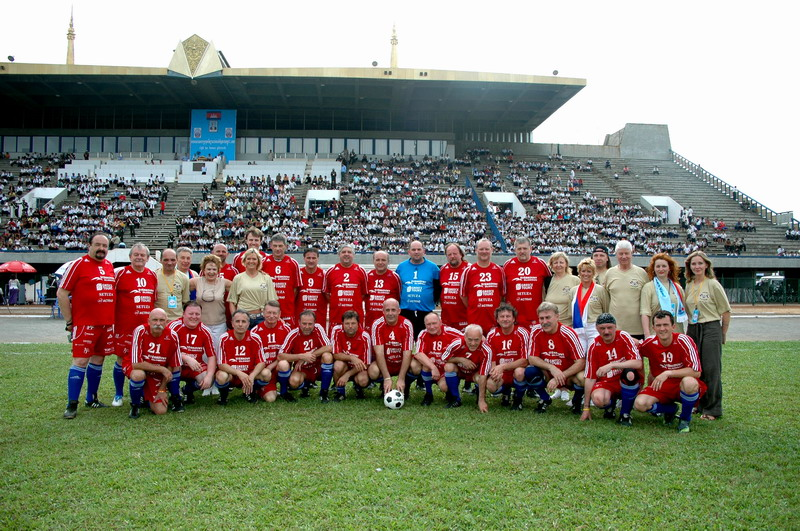
Amfora před utkáním v Kambodži

Jako devatenáctiletý založil v listopadu 1974 fotbalový klub osobností Amfora (Amatérské fotbalové rarity), který k roku 2024 oslaví 50 let činnosti a 750. utkání. V 744 zápasech byla Amfora poražena sto sedmnáctkrát. V říjnu 1978 odehrála Amfora zápas v Brně na kterém bylo v hledišti 25 tisíc diváků. Klub hrál ve 34 zemích světa a její dres obléklo 390 lidí. Nejvíce zápasů odehráli sám Petr Salava (736), dále Petr Novotný (337) a Roman Skamene (333). Nejvíce branek dali Karel Vágner (278), Vladimír Hruška (277). K oslavě svých 45. narozenin si členové v roce 2019 darovali veselé video Amfora Haka 2019. 

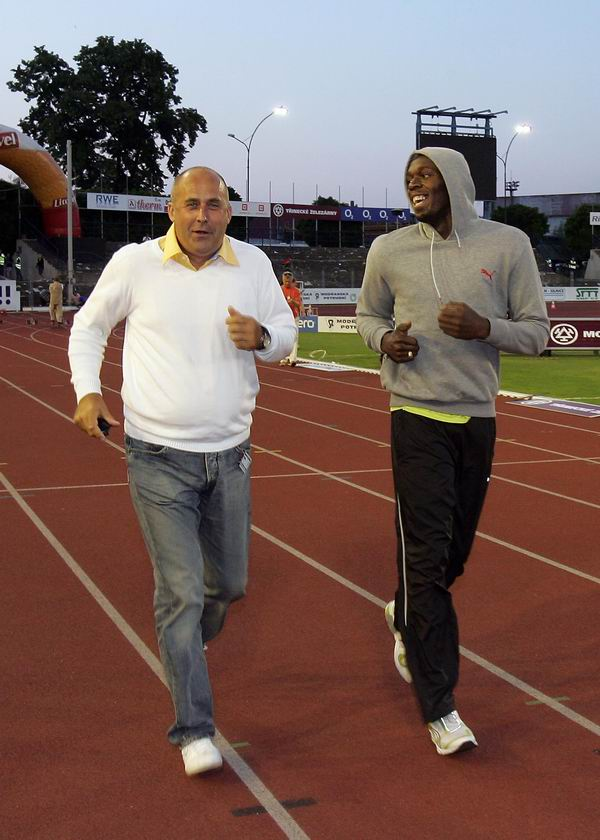
Petr a Usain Bolt v Ostravě

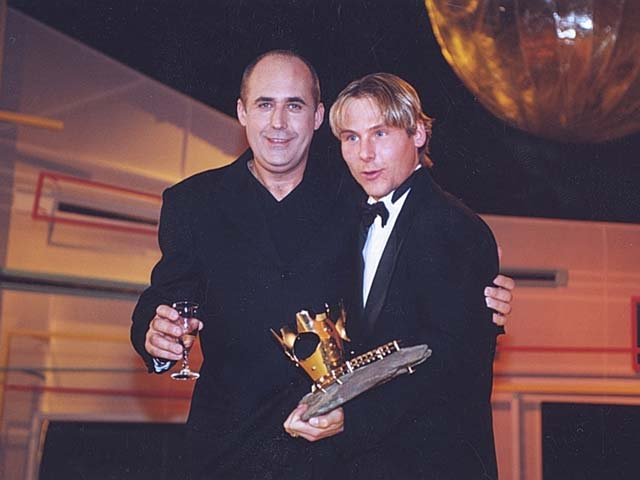
Petr Salava a Pavel Nedvěd

V roce 1992 Salava založil Agenturu Amfora, která ročně produkuje vyšší desítky sportovních a kulturních akcí. Formou dobročinných akcí také spolupracovala s Hamzovou odbornou léčebnu v Luži Košumberk, Klubem opuštěných maminek Trutnov, ZOO Chleby, ZOO Praha či SONS - výcvik slepeckých psů.

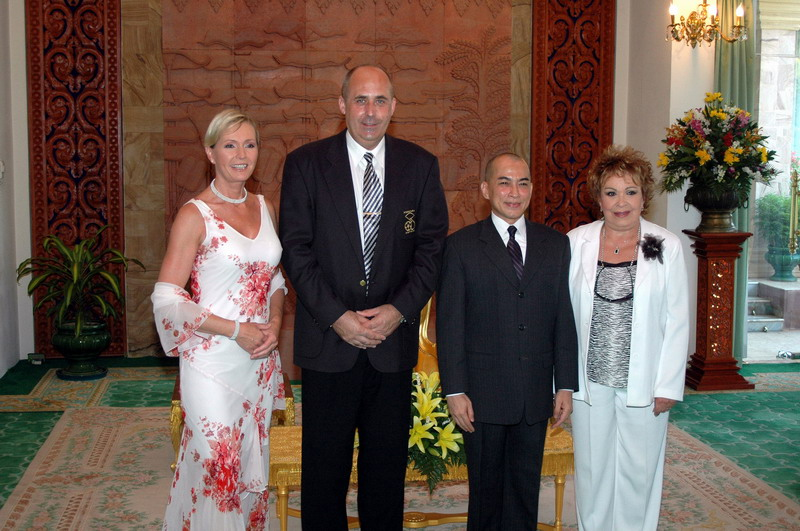
Královská audience -Norodom Sihamoni

## Ostatní sportovní akce a projekty

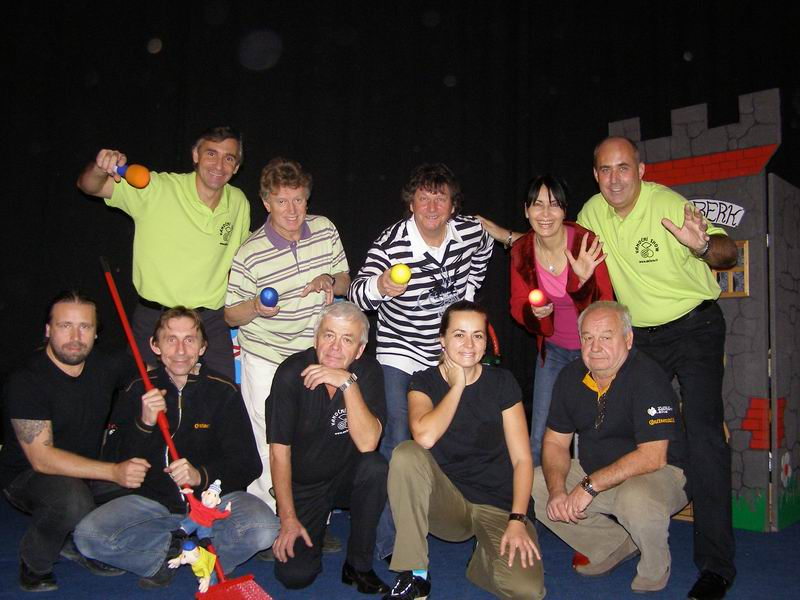
Vánoční show na cestách...

V roce 2001 založil tenisové turné CATT (Czech Art Tennis Tour). Na tomto každoročním turné vždy soupeří 40 tenistů ze světa kultury, sportu a podnikatelů. Na turné se odehrálo přes 100 tenisových turnajů. Od roku 2011 organizuje Salava také golfová turné pod názvem Amfora Premier Golf Tour a realizováno tak bylo 39 velkých turnajů.
Petr Salava se podílel na dalších sportovních projektech a projektech pro mládež jako jsou:
- Reprezentační plesy společnosti ČERVA EXPORT IMPORT na pražském Žofíně.
- Seriál Sportovců roku Olomouckého kraje, Moravskoslezského kraje, Jihomoravského kraje a Města Uherské Hradiště.[18]
- Atletické mítinky SUPER GRAND PRIX Zlatá tretra.
- Doprovodné párty mezinárodních tenisových turnajů UniCredit Czech Open.
- Plesy V ŽITĚ módní návrhářky Beaty Rajské.
- Eventy Smart Party.
- Dětské dny Městské části Praha 3.
- Vyhlášení nejlepších Sportovců Ministerstva vnitra a galakoncerty Vánoční nostalgie.[19]